# Соломон Алкалај
Соломон Алкалај  (Београд, 18. октобар 1878 - Добрна, 11. септембар 1929) био је лекар, резервни санитетски потпуковник  српксе војске, дугогодишњи преседних Сефердске општине у Београду, члан Српског лекарског друштва.
У Србији је остао запамћен као одличан организатор на медицинском пољу, стручни писац, јавни радник, филантроп, а као учесник ратова које је Србија водила  за ослобођење и уједињење од 1912. до 1918. године и као трупни лекар Једанаестог пешадијског пука, са којим је учествовао у свим борбама, својим пожртвованим радом стекао  симпатије целе дивизије.

## Живот и каријера
Рођен је у Београду 18. октобра 1878. године у коме је провео детињство и завршио  основно школовање и Прву београдску гимназију 1897. године. Медицину је студирао на  Медицинском факултету у Бечу. Након дипломирања на Медицинском факултету у Бечу 1904. године, са дипломом лекара вратио се у Београд и у њему, после одслужења војног рока, отворио приватну праксу 1905. године.
Као младић, био је активан у Сефардској општини као члан сефардског академског друштва Есперанса.
У Беч се поново вратио, овога пута на три године, да би специјализoвaо гинеколгију и акушерство.
По повратку у Београд, наставио је да се бави поред приватне праксе и радом на гинеколошком и хируршком одељењу Опште државне болнице у Београду, као секундарни лекар у тој установи.
У Балканским ратовима и Првом светском рату који је Србија водила  за ослобођсње и уједињење од 1912. до 1918. године међу 600 Јеврејакоји су узели активно учешће у чину  санитетског мајора учестовао и др Алкалај, прво на тлу Србије  у свим борбама, на Церу, Громади и Проупљу, а потом и у повлачењу преко Албаније и на  Солунском фронту у чину потпуковника.
После рата у ноовооснованој Краљевини Југославији, понуђен му је положај шефа гинеколошког одељења у Скопљу, али он ту дужност није прихватио и остао је у Београду.
Као лекар, др Алкалај се подједнако  бавио практичним радом са пацијентима и медицинском  науком како у миру тако и у ратовима  с почетка 20. века.
У слободно време осим у сефардској општини и у Савезу јеврејских општина, др Алкалај је био активан и у ложи Бенеи Берит Србија и у Управном одбору Удружења резервних официра и ратника које је, током 1924. године представљао на конгресу Међусавезничке федерације ратника у Лондону.
Преминуо је 11. септембар 1929. у Добрни, познатој и као Терме Добрна (словен. Dobrna) тада у Краљевини Југославији,  граду и управном средиште истоимене општине, која данас припада Савињској регији у Републици Словенији, у којој се налазио на лечењу и опоравку.

## Дело
Пре ратова с почетка 20. века др Алкалај је као београдски лекар учествовао  у организовању конгреса оперативне медицине у Београду (1911).
За време ратова од 1912. до 1918. године, био је трупни лекар XI пешадијског пука а потом и санитетски мајор, командир  дивизијског завојишта Шумадијске дивизије I позива. После пробоја Солунског фронта форсираним маршом са својом јединицом прешао је пут од Солуна до Темишвара, преко непроходних и разривених путева, као реконвалесцент након прележаног тифуса.
Председник Београдске сефардске општине
У Београдској сефардској општини прво је 15 година био  члан управе да би касније био изабран и за председника  (1927-1929). За време његовог управљања Београдском сефардском општином:
- изграђен је  Јеврејски дом у улици Краља Петра
- изграђен споменик на београдском сефардском гробљу, посвећен српским Јеврејима палим у ратовима 1912-1918.
- извршена реформа општинских правила, која су омогућила учешће већег броја грађана у јавним пословима Општине.

Председника Црквено-школске јеврејске општине
У периоду од 1927. до 1929. године др Алкалај је обављао и дужност председника Црквено- школске јеврејске општине, и активно учествовао у успостављању јеврејских омладинских институција: школе, књижаре, дечијег вртића, пружању лекарске помоћи сиромашној деци и омладини.
Чланство у другим организацијама
Др Алкалај је био и активан члан у бројним организацијама, од којих су значајније:
- Ложа Бенеи Берит Србија
- Управни одбор  Удружења резервних официра и ратника (које је, током 1924, представљао на конгресу Међусавезничке федерације ратника у Лондону).
- Светска сефардска организација (потпредседник ),
- Савезни одбора савеза циониста, Кураторијума „Керен Хајесода “ (редовни члан)
- Српско лекарско друштво (од 1906. године као редовни члан).

Др Алкалај је остао упамћен по великим организационим способностима и по пажљивом вођењу финансија организација на чијем челу је био. Заговарао је тесну сарадњу Ашкеназа и Сефарда и укључивање сефардских организација у ционистички покрет.